# Simon Gagné
Pour les articles homonymes, voir Gagné.
Simon Gagné (né le 29 février 1980 à Sainte-Foy au Québec) est un joueur de hockey sur glace professionnel canadien qui jouait ailier gauche.

## Carrière en club
Il a commencé à patiner quand il avait 2 ans.[réf. nécessaire] En 1996, il commence junior avec les Harfangs de Beauport de la Ligue de hockey junior majeur du Québec (LHJMQ) devenus les Remparts de Québec la saison suivante, et où il reste pour ses deux dernières saisons junior. Gagné est choisi par les Flyers de Philadelphie au repêchage d'entrée dans la LNH 1998, au 1er tour, à la 22e position. 
Dès son entrée dans la LNH, en 1999 avec les Flyers, il s'est rapidement imposé comme l'une des puissances offensives de la ligue. Le 19 juillet 2010, il est échangé au Lightning de Tampa Bay en retour de Matt Walker et d'un choix de quatrième tour au repêchage 2011. 
Devenu agent libre à l'été 2011, il signe un contrat d'un montant de 7 millions de dollars et d'une durée de 2 ans avec les Kings de Los Angeles. C'est avec cette dernière qu'il remporte sa première Coupe Stanley en 2012.
Le 26 février 2013, il est de retour avec les Flyers de Philadelphie en retour de choix de repêchages.
Le 15 août 2014, il est invité au camp d'entraînement des Bruins de Boston. À l'issue, la franchise lui fait signer un contrat d'un an. Il quitte l'équipe après 23 matchs joués pour aller au chevet de son père qui souffre d'un cancer.
Le 15 septembre 2015, il annonce à Québec qu'il prend sa retraite du hockey professionnel.
En 2023, il devient directeur général des Remparts de Québec, succédant à Patrick Roy.

## Statistiques
| Saison     | Équipe                 | Ligue      |     | Saison régulière | Saison régulière | Saison régulière | Saison régulière | Saison régulière |    | Séries éliminatoires | Séries éliminatoires | Séries éliminatoires | Séries éliminatoires | Séries éliminatoires |
| Saison     | Équipe                 | Ligue      | PJ  | B                | A                | Pts              | Pun              | PJ               | B  | A                    | Pts                  | Pun                  |                      |                      |
| 1995-1996  | Gouverneurs de Ste-Foy | MAAA       | 27  | 13               | 9                | 22               | -                | 15               | 7  | 8                    | 15                   | -                    |                      |                      |
| 1996-1997  | Harfangs de Beauport   | LHJMQ      | 51  | 9                | 22               | 31               | 39               | -                | -  | -                    | -                    | -                    |                      |                      |
| 1997-1998  | Remparts de Québec     | LHJMQ      | 53  | 30               | 39               | 69               | 26               | 12               | 11 | 5                    | 16                   | 23                   |                      |                      |
| 1998-1999  | Remparts de Québec     | LHJMQ      | 61  | 50               | 70               | 120              | 42               | 13               | 9  | 8                    | 17                   | 4                    |                      |                      |
| 1999-2000  | Flyers de Philadelphie | LNH        | 80  | 20               | 28               | 48               | 22               | 17               | 5  | 5                    | 10                   | 2                    |                      |                      |
| 2000-2001  | Flyers de Philadelphie | LNH        | 69  | 27               | 32               | 59               | 18               | 6                | 3  | 0                    | 3                    | 0                    |                      |                      |
| 2001-2002  | Flyers de Philadelphie | LNH        | 79  | 33               | 33               | 66               | 32               | 5                | 0  | 0                    | 0                    | 2                    |                      |                      |
| 2002-2003  | Flyers de Philadelphie | LNH        | 46  | 9                | 18               | 27               | 16               | 13               | 4  | 1                    | 5                    | 6                    |                      |                      |
| 2003-2004  | Flyers de Philadelphie | LNH        | 80  | 24               | 21               | 45               | 29               | 18               | 5  | 4                    | 9                    | 12                   |                      |                      |
| 2005-2006  | Flyers de Philadelphie | LNH        | 72  | 47               | 32               | 79               | 38               | 6                | 3  | 1                    | 4                    | 2                    |                      |                      |
| 2006-2007  | Flyers de Philadelphie | LNH        | 76  | 41               | 27               | 68               | 30               | -                | -  | -                    | -                    | -                    |                      |                      |
| 2007-2008  | Flyers de Philadelphie | LNH        | 25  | 7                | 11               | 18               | 4                | -                | -  | -                    | -                    | -                    |                      |                      |
| 2008-2009  | Flyers de Philadelphie | LNH        | 79  | 34               | 40               | 74               | 42               | 6                | 3  | 1                    | 4                    | 2                    |                      |                      |
| 2009-2010  | Flyers de Philadelphie | LNH        | 58  | 17               | 23               | 40               | 47               | 19               | 9  | 3                    | 12                   | 0                    |                      |                      |
| 2010-2011  | Lightning de Tampa Bay | LNH        | 63  | 17               | 23               | 40               | 20               | 15               | 5  | 7                    | 12                   | 4                    |                      |                      |
| 2011-2012  | Kings de Los Angeles   | LNH        | 34  | 7                | 10               | 17               | 18               | 4                | 0  | 0                    | 0                    | 2                    |                      |                      |
| 2012-2013  | Kings de Los Angeles   | LNH        | 11  | 0                | 5                | 5                | 2                | -                | -  | -                    | -                    | -                    |                      |                      |
| 2012-2013  | Flyers de Philadelphie | LNH        | 27  | 5                | 6                | 11               | 6                | -                | -  | -                    | -                    | -                    |                      |                      |
| 2014-2015  | Bruins de Boston       | LNH        | 23  | 3                | 1                | 4                | 4                | -                | -  | -                    | -                    | -                    |                      |                      |
| Totaux LNH | Totaux LNH             | Totaux LNH | 822 | 291              | 310              | 601              | 328              | 105              | 37 | 22                   | 59                   | 30                   |                      |                      |

## Carrière internationale
Il représente l'équipe du Canada. En 2002, il participe aux Jeux olympiques de Salt Lake City où il remporte la médaille d'or. Il participe également aux Jeux olympiques d'hiver de 2006, au côté de Vincent Lecavalier et de Martin Saint-Louis.

## Trophées
- 1998-1999 : personnalité de l'année de la Ligue de hockey junior majeur du Québec (trophée Paul-Dumont)

## Hommages
Le numéro 12 qu'il porta avec les Remparts de Québec lors de son passage dans la Ligue de hockey junior majeur du Québec a été retiré le 14 septembre 2001. Une bannière a été hissée dans les hauteurs du Colisée Pepsi, le 14 septembre 2001. 
Après la fermeture du Colisée Pepsi en 2015, cette même bannière a été hissée de nouveau, en présence de Simon Gagné, à la première partie au Centre Vidéotron le 12 septembre 2015